# Теруцци, Фердинандо
Фердинандо Теруцци (итал. Ferdinando Terruzzi; 17 февраля 1924, Сесто-Сан-Джованни, Италия — 9 апреля 2014, Сартеано, Италия) — итальянский велогонщик, чемпион летних Олимпийских игр в Лондоне (1948).

## Спортивная карьера
В 1942 г. стал чемпионом Италии в спринте из любителей. На летних Олимпийских играх в Лондоне (1948) вместе с Ренато Пероной выиграл золотую медаль в соревнованиях тандемов.
В 1949—1967 гг. выступал как профессиональным велогонщик. соревнуясь главным образом в шестидневках; участвовал в 149 стартах, из которых выиграл 25, в том числе в Милане, Париже, Берлине, Барселоне, Нью-Йорк, Буэнос-Айрес и Мельбурна, также 39 раза становился серебряным призёром и 19 — бронзовым. Благодаря этим результатам, получил прозвище «Король Шестоднев».
Являлся двукратным чемпионом Европы на дистанции 100 км (1955 и 1958).